# Karim Konaté
Karim Konaté (Ouragahio, 21 de março de 2004) é um futebolista marfinense que atua como atacante. Atualmente defende o Red Bull Salzburg e a Seleção Marfinense.

## Carreira
Depois de jogar na base do ASEC Mimosas, Konaté foi promovido ao elenco principal do clube em 2020 e marcou 7 gols em 18 partidas em sua primeira temporada como profissional. Em julho de 2022, foi contratado pelo Red Bull Salzburg, que o emprestou em seguida ao Liefering. Em 5 meses na segunda divisão austríaca, foram 18 jogos e 15 gols marcados antes de ser reintegrado aos Touros Vermelhos em dezembro do mesmo ano.

## Carreira internacional
Konaté estreou pela Costa do Marfim em março de 2021 contra Moçambique, pelas eliminatórias da Copa de 2022. Ele também faz parte das convocações da equipe Sub-23 dos Elefantes desde 2023, e em novembro fez seus 2 primeiros gols na vitória por 9–0 sobre Seychelles, pelas eliminatórias da Copa de 2026.
Em dezembro, foi convocado por Jean-Louis Gasset para a Copa Africana sediada em território marfinense, disputando os 3 jogos da primeira fase. Após a saída de Gasset e a promoção do então auxiliar Emerse Faé para a fase decisiva, não entrou em campo nenhuma vez.

## Títulos
ASEC Mimosas
- Campeonato Marfinense: 2020–21

Red Bull Salzburg
- Bundesliga Austríaca: 2022–23

Seleção Marfinense
- Campeonato Africano das Nações: 2023[8][9]

### Individual
- Bundesliga Austríaca: 2022–23 (20 gols)[10]